# Asiocolotes depressus
Asiocolotes depressus är en ödleart som beskrevs av  Minton och ANDERSON 1965. Asiocolotes depressus ingår i släktet Asiocolotes och familjen geckoödlor. IUCN kategoriserar arten globalt som livskraftig. Inga underarter finns listade.